# Tamatia tacheté
Bucco tamatia
Espèce
Synonymes
- Nystactes tamatia (Gmelin, 1788)

Statut de conservation UICN

 LC  : Préoccupation mineure
Le Tamatia tacheté (Bucco tamatia) est une espèce d'oiseaux de la famille des Bucconidae.

## Répartition
Cette espèce vit en Amazonie, en Bolivie, au Brésil, en Colombie, en Équateur, en Guyane, au Guyana, au Pérou, au Suriname et au Venezuela.

## Sous-espèces
Selon la classification de référence du Congrès ornithologique international (version 2.11, 2012) :

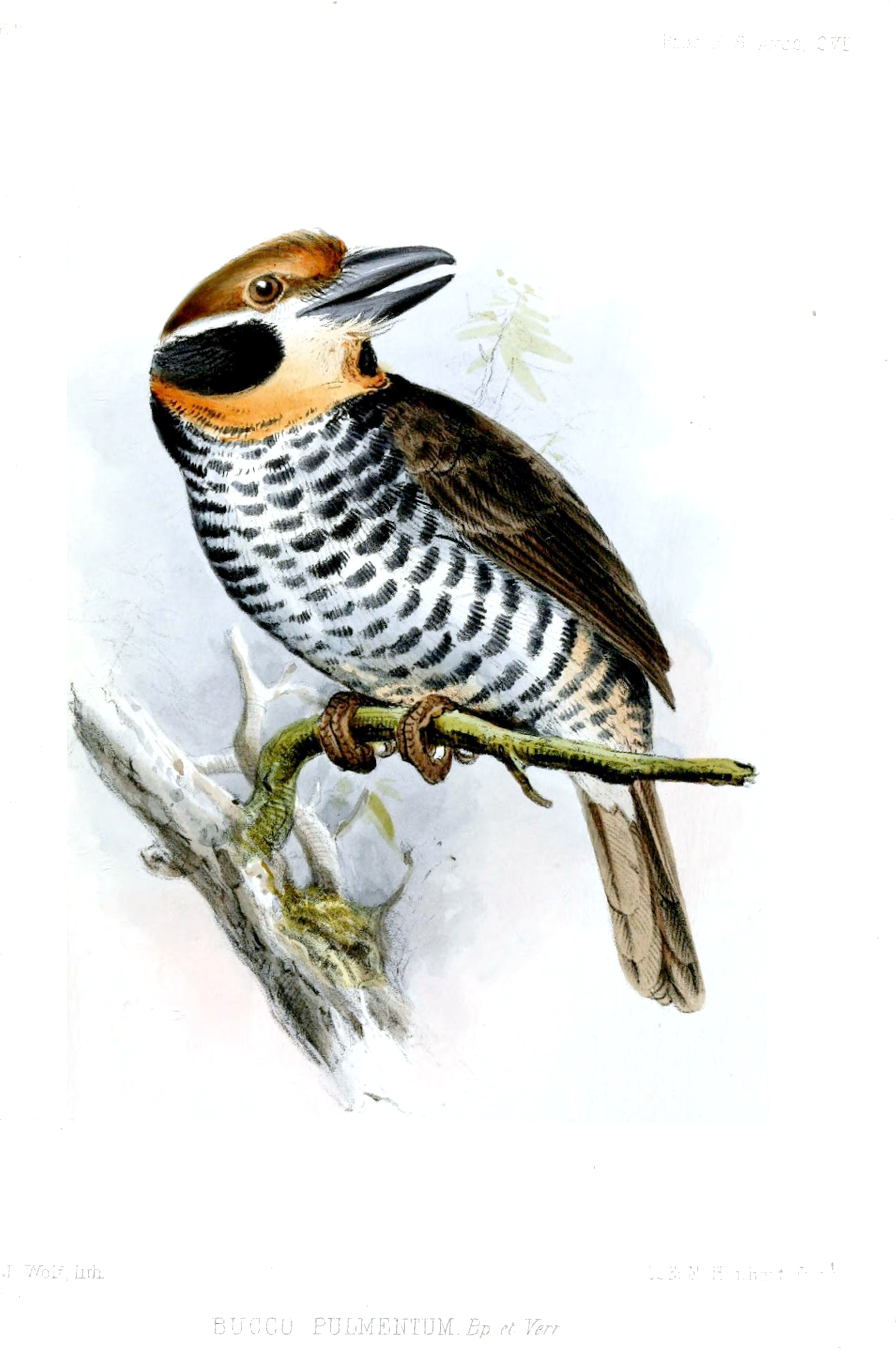
Bucco tamatia pulmentum dessiné par John Wolf.

- B. t. pulmentum P.L. Sclater, 1856 — du Sud de la Colombie au Nord-Est de la Bolivie
- B. t. tamatia Gmelin, 1788 — Est de la Colombie, Venezuela, Guyane et Guyana et Nord du Brésil
- B. t. hypnaleus (Cabanis & Heine, 1863) — centre et Est du Brésil